# Mykoła Hankewycz
Mykoła Hankewycz,  Mikołaj Hankiewicz, ukr. Микола Ганкевич ur. 16 maja 1869 w Śniatynie, zm. 31 lipca 1931 w Szkle) – ukraiński działacz polityczny i związkowy, zwolennik austromarksizmu w socjaldemokracji ukraińskiej; założyciel i pierwszy przewodniczący Ukraińskiej Partii Socjal-Demokratycznej (1899), wiceprzewodniczący Głównej Rady Ukraińskiej (1914–1915), wiceprzewodniczący Ogólnej Rady Ukraińskiej (1915–1918), członek Ukraińskiej Rady Narodowej (1918–1919).

## Życiorys
Syn księdza greckokatolickiego herbu Abdank. Po ukończeniu gimnazjum w Tarnopolu studiował filozofię i prawo na Uniwersytecie Lwowskim. Przez całe życie zawodowe był urzędnikiem lwowskiej Kasy Chorych. W 1890 był współzałożycielem Ukraińskiej Partii Radykalnej – pierwszej nowoczesnej ukraińskiej partii politycznej – i brał udział w jej zjeździe założycielskim w październiku 1890.
W 1896 rozpoczął tworzenie kółek organizacyjnych wśród ukraińskich robotników Lwowa. W 1897 rozpoczął wydawanie gazety Robitnyk (w języku ukraińskim czcionką łacińską). W tymże roku wstąpił do Polskiej Partii Socjalno-Demokratycznej Galicji i Śląska Cieszyńskiego (PPSD). 17 września 1899 na zjeździe założycielskim została utworzona Ukraińska Partia Socjal-Demokratyczna jako sekcja PPSD i za jej pośrednictwem Socjaldemokratycznej Partii Austrii. Hankewycz został członkiem komitetu wykonawczego UPSD, a od 1903 jej przewodniczącym. W 1907 partia stała się samodzielną autonomiczną sekcją Socjaldemokratycznej Partii Austrii. Hankewycz uczestniczył w kongresach II Międzynarodówki w Amsterdamie (1904) i Stuttgarcie (1907).
W okresie I wojny światowej wiceprzewodniczący Głównej Rady Ukraińskiej (1914–1915), wiceprzewodniczący Ogólnej Rady Ukraińskiej (1915–1918). Członek Ukraińskiej Rady Narodowej. Współpracował ze Związkiem Wyzwolenia Ukrainy.
Przeciwnik wojny polsko-ukraińskiej, wobec proklamacji Zachodnioukraińskiej Republiki Ludowej zachował dystans. Wszedł na krótko do tymczasowej Rady Miejskiej Lwowa, złożył mandat w lutym 1919. W II Rzeczypospolitej po przejściu Ukraińskiej Partii Socjal-Demokratycznej na pozycje komunistyczne usunięty z partii wraz z innymi działaczami (Łew Hankewycz, Wołodymyr Starosolski, Porfirion Buniak i Iwan Kwasnycia). W 1924 UPSD została w takiej sytuacji zdelegalizowana. Hankewycz wstąpił do Polskiej Partii Socjalistycznej.
Zmarł w uzdrowisku Szkło, jego uroczysty pogrzeb odbył się we Lwowie z udziałem delegacji odtworzonej UPSD i PPS.
Jego synem był Henryk Wereszycki – polski historyk.

## Prace
- Mikołaj Hankiewicz, Niepodległość Polski, Warszawa 1910.